# Vernon Mountcastle
Vernon Benjamin Mountcastle (15 juillet 1918 - 11 janvier 2015) est un neurophysiologiste américain et professeur émérite de neurosciences à l'Université Johns-Hopkins. Il découvre et caractérise l'organisation en colonnes du cortex cérébral dans les années 1950. Cette découverte est un tournant dans les recherches sur le cortex cérébral, car presque toutes les études corticales de la fonction sensorielle après l'article de Mountcastle de 1957 sur le cortex somatosensoriel, utilisent l'organisation en colonnes comme base,,,,.

## Jeunesse et éducation
Vernon Benjamin Mountcastle est né le 15 juillet 1918 à Shelbyville, dans le Kentucky, troisième des cinq enfants d'une famille « d'agriculteurs, d'entrepreneurs industriels ou de constructeurs de chemins de fer ». En 1921, sa famille déménage à Roanoke, en Virginie où il va à l'école primaire et secondaire et est « un Boy Scout enthousiaste ». Parce que sa mère, une ancienne enseignante, lui a appris à lire et à écrire quand il avait 4 ans, il avance immédiatement de deux classes lors de son entrée dans le système scolaire public et obtient son diplôme d'études secondaires à l'âge de 16 ans. Il entre au Roanoke College de Salem, en Virginie en 1935, au milieu de la Grande Dépression, où il se spécialise en chimie et termine en trois ans. Pendant son séjour à Roanoke, il joue au tennis et est membre de la Fraternité Sigma Chi. En 1938, il commence l'école de médecine à l'Université Johns-Hopkins où ses professeurs sont William Mansfield Clark, Philip Bard, Adolf Meyer, Arnold Rice Rich (en), Maxwell Wintrobe et Warfield Longcope. Au cours de ses études, Mountcastle prévoit de devenir chirurgien et n'a jamais effectué d'expériences avant son retour de la Seconde Guerre mondiale. Il rejoint le Programme de formation V-12 Navy College pour les étudiants en médecine en janvier 1942, ce qui lui permet de terminer ses études de médecine et son stage et reçoit finalement l'ordre de se présenter à la base d'opérations navales de Norfolk, en Virginie en juin 1943. Tout au long de l'automne 1943 et la majeure partie de 1944, il est stationné en Afrique et en Europe et sert sur quatre LST lors des débarquements d'Anzio et de Normandie . Comme il n'a pas reçu suffisamment de points pour être renvoyé de la marine à la fin de la guerre, il doit servir pendant un an de plus, qu'il passe à l'hôpital naval de Norfolk et sert brièvement sur l'USS Cadmus. Il est démobilisé de la Marine juste avant le départ du Cadmus pour un service océanique prolongé.

## Recherches et carrière
L'intérêt de Mountcastle pour la cognition, en particulier la perception, l'amène à guider son laboratoire vers des études qui relient la perception et les réponses neuronales dans les années 1960. Bien qu'il y ait plusieurs travaux notables de son laboratoire, le premier article le plus médiatisé parait en 1968, une étude expliquant la base neurale du Flutter et de la vibration par l'action des mécanorécepteurs périphériques.
En 1978, Mountcastle expose que toutes les parties du néocortex fonctionnent selon un principe commun, la colonne corticale étant l'unité de calcul.
La participation de Mountcastle aux études sur le codage neuronal unitaire évolue grâce à sa direction dans les Bard Laboratories of Neurophysiology de la Johns Hopkins School of Medicine, qui pendant de nombreuses années, est le seul institut au monde consacré à ce sous-domaine. Son travail se poursuit au Zanvyl Krieger Mind/Brain Institute. Mountcastle est décédé à Baltimore à l'âge de 96 ans en janvier 2015.
Mountcastle est élu à l'Académie nationale des sciences en 1966. En 1978, il reçoit le Prix Louisa-Gross-Horwitz de l'Université Columbia avec David Hunter Hubel et Torsten Wiesel, qui reçoivent tous deux le prix Nobel de médecine en 1981. En 1980, il reçoit le prix Ralph W. Gerard en neurosciences. En 1981, Mountcastle devient membre fondateur du Conseil culturel mondial. En 1983, il reçoit le Prix Albert-Lasker pour la recherche médicale fondamentale. En 1984, Mountcastle reçoit le Golden Plate Award de l'American Academy of Achievement. Il reçoit également la National Medal of Science des États-Unis en 1986. En 1998, Mountcastle reçoit le prix NAS en neurosciences de l'Académie nationale des sciences.
David Hunter Hubel, dans son discours d'acceptation du prix Nobel, déclare que « la découverte par Mountcastle des colonnes dans le cortex somatosensoriel est sûrement la contribution la plus importante à la compréhension du cortex cérébral depuis Ramón y Cajal ».